# David Zayas
David Zayas (Porto Rico, 15 de Agosto de 1962) é um ator porto-riquenho de cinema e televisão. Ele é mais conhecido por seus papéis como Angel Batista na série Dexter, da Showtime e como Enrique Morales na série Oz da HBO.

## Biografia
Nascido em Porto Rico, mas criado no bairro do Bronx de Nova York, Zayas se juntou a Força Aérea dos Estados Unidos no início da vida, onde ele foi capaz de desenvolver habilidades que o levaria a tornar-se um oficial da Policia de Nova York. Como um policial, Zayas desenvolveu a personalidade que lhe permitia desenvolver-se como um ator, e que levou a uma série de trabalhos na televisão e no cinema, principalmente atuando como policial. No entanto, também lhe forneceu a capacidade de interpretar personagens do outro lado da lei, como Enrique Morales, um dos presos mais memoráveis da série da HBO, Oz. Em um total de 28 episódios de 2002-2003, Morales tornou-se um dos presos mais cruéis de toda a série.
Também é um talentoso músico, tendo realizado percussões com artistas como Jason Mraz. Zayas deixou um pouco a televisão para trabalhar em projetos cinematográficos, que tem diversificado seu currículo com participações especiais em séries populares de televisão, tais como Nova Iorque Undercover e NYPD. Recentemente fez o General Garza, no novo filme de Sylvester Stallone, The Expendables (Br: Os Mercenários), o filme que teve cenas rodadas no Brasil e que conta com um elenco recheado de astros, como Mickey Rourke, Arnold Schwarzenegger e Bruce Willis. É casado com a atriz Liza Colón-Zayas, que actualmente reside em Los Angeles, onde Zayas trabalha como Angel Batista na série Dexter.
Ao final de 2011 fez uma participação especial na serie Grimm, como um troll.

## Carreira
| Televisão | Televisão                         | Televisão                         | Televisão                     | Televisão                                                                    |
| Ano       | Título Original                   | Título (Brasil)                   | Título (Portugal)             | Papel                                                                        |
| --------- | --------------------------------- | --------------------------------- | ----------------------------- | ---------------------------------------------------------------------------- |
| 1996      | New York Undercover               | New York Undercover               | New York Undercover           | Paco Martinez                                                                |
| 1997      | Feds                              | Feds                              | Feds                          |                                                                              |
| 1998      | Trinity                           | Trinity                           | Trinity                       | Uniform Cop #1                                                               |
| 1999      | Third Watch                       | Parceiros da Vida                 | Third Watch                   | Motorman                                                                     |
| 2000      | NYPD Blue                         | Nova York Contra o Crime          | A Balada de Nova Iorque       | Joaquin Enriquez                                                             |
| 2000      | The Beat                          | The Beat                          | The Beat                      | Rei Morales                                                                  |
| 2000      | All My Children                   | All My Children                   | All My Children               |                                                                              |
| 2002      | Law & Order: Special Victims Unit | Law & Order: Special Victims Unit | Lei & Ordem: Unidade Especial | Detective Milton                                                             |
| 2002      | UC: Undercorver                   | UC: Undercover                    | UC: Undercover                | Jorge Gonzales                                                               |
| 2002      | The Guiding Light                 | The Guiding Light                 | The Guiding Light             | Prison Guard                                                                 |
| 2000-2003 | Oz                                | Oz                                | Oz                            | Enrique Morales                                                              |
| 2003      | Angels in America                 | Angels in America                 | Anjos na América              | Super                                                                        |
| 2005      | Angel                             | Angel                             | Angel                         | Angel's father                                                               |
| 2006      | The Path to 9/11                  | The Path to 9/11                  | The Path to 9/11              | Lou Napoli                                                                   |
| 2006      | Numb3rs                           | Numb3rs                           | Núme3ros                      | Carlos Costavo                                                               |
| 2007      | Without a Trace                   | Desaparecidos                     | Sem Rasto                     | Gabriel Molina                                                               |
| 2007      | Shark                             | Shark                             | Lei do Mais Forte             | Alvarez                                                                      |
| 2007      | The Closer                        | Divisão Criminal                  | The Closer                    | Brian                                                                        |
| 2007      | Burn Notice                       | Queima de Arquivo                 | Espião Fora de Jogo           | Javier                                                                       |
| 1995-2008 | Law & Order                       | Lei e Ordem                       | Lei e Ordem                   | Carlos / Detective Justin Cabrera / John Mireles / Raoul Cervantes / McGinty |
| 2009      | CSI: Miami                        | CSI: Miami: Investigação Criminal | CSI: Miami                    | Ben Porterson                                                                |
| 2009      | In Plain Sight                    | Testemunha Ocular                 | In Plain Sight                | Harrison Locke                                                               |
| 2006-2010 | Law & Order: Criminal Intent      | Lei & Ordem: Crimes Premeditados  | Law & Order: Criminal Intent  | Captain Pro Team Stanley Maas                                                |
| 2006-2012 | Dexter                            | Dexter                            | Dexter                        | Angel Batista                                                                |
| 2012      | Grimm                             | Grimm                             | Grimm                         | Salvadore Butrell                                                            |
| 2012      | Person of Interest                | Person of Interest                | Person of Interest            | Ernie Trask                                                                  |
| 2014      | Gotham                            | Gotham                            | Gotham                        | Sal Maroni                                                                   |